# DR-Baureihe E 44
Die Baureihe E 44 war die erste Bauart elektrischer Lokomotiven in Deutschland, von der mehr als 100 Exemplare beschafft wurden. Sie stellt zudem einen Meilenstein der Elektrolokomotiventwicklung dar, denn bei ihr wurde erstmals bei einer größeren Streckenlokomotive auf Laufachsen verzichtet und der viele Jahre erfolgreiche Tatzlager-Antrieb etabliert. Die als Universallokomotiven konzipierten Lokomotiven erwiesen sich als sehr robust und zuverlässig und prägten den Eisenbahnverkehr in den elektrifizierten Netzen Süd- und Mitteldeutschlands von den 1930er bis in die 1980er Jahre.

## Geschichte

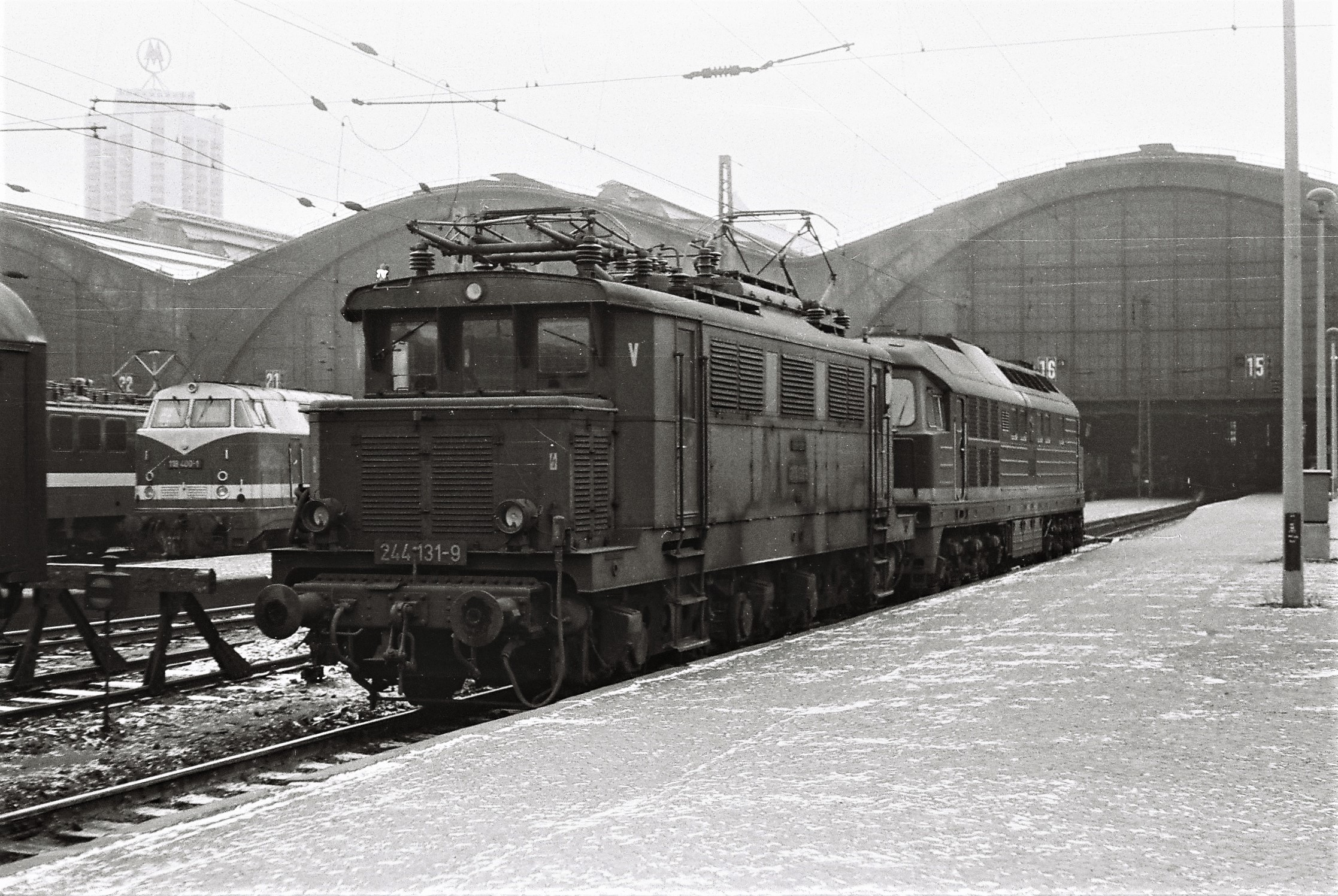
E 44 131 im Leipziger Hauptbahnhof (1977)

Die Elektrolokomotiven der Baureihe E 44 (ab 1968 bei der DB Baureihe 144 bzw. ab 1970 bei der DR Baureihe 244) wurden ab 1930 von Walter Reichel entworfen und mit ihrem Konzept als Mehrzwecklokomotive, die im Güter- und Reiseverkehr eingesetzt werden konnte, als Pionierleistung betrachtet.
Die ersten Maschinen wurden ab 1932 von der Deutschen Reichsbahn-Gesellschaft (DR) in Dienst gestellt, nachdem ein Jahr zuvor eine Vorserienlok (E 44 001) von Krauss-Maffei und den Siemens-Schuckertwerken (SSW, elektrischer Teil) entwickelt und durch die DR erprobt wurde. Die Fahrzeuge mit der Achsfolge Bo’Bo’ waren die ersten deutschen Serienlokomotiven mit Drehgestellen ohne Laufachsen sowie mit Einzelachsantrieb und vorrangig für die ab 1933 neu elektrifizierte Strecken Augsburg–Ulm und Ulm–Stuttgart über die Geislinger Steige vorgesehen.
Die Lokomotiven bewährten sich dort, so dass weitere Maschinen an alle wichtigen bayerischen, mitteldeutschen und schlesischen Bahnbetriebswerke, in denen Elektrolokomotiven stationiert waren, geliefert wurden. Zeitweilig waren auch in Salzburg E 44 stationiert, die jedoch wieder abgegeben wurden.
Bis 1945 wurden die Lokomotiven wegen der militärstrategischen Bedeutung, immer mehr unter Verwendung von Heimbaustoffen, unter der Bezeichnung KEL 2 (Kriegsellok 2) beschafft. Insgesamt wurden 174 Maschinen gebaut, von denen jedoch etliche durch Kriegshandlungen einen Totalschaden erlitten und deshalb ausgemustert werden mussten.
Die im mitteldeutschen Netz stationierten Lokomotiven mussten nach der Einstellung des elektrischen Betriebs im Rahmen der Reparationen an die UdSSR abgegeben werden. Die seinerzeit modernen E 44 (und E 94) wurden dort auf 1524 mm umgespurt und mit SA3-Mittelpufferkupplungen ausgerüstet. Für beide Umbauten waren die Drehgestellrahmen nicht ausgelegt, die Folge war ein Verlust an Stabilität. Mit dem deutschen Material richtete man einen Versuchsbetrieb bei Perm ein. 1952 wurden nach Abschluss dieses Versuchsbetriebes 44 Maschinen sowie zwei in Hirschberg/Schlesien (heute Jelenia Góra) erbeutete Lokomotiven in einem desolaten Zustand zurückgegeben. Die umgespurten Maschinen erreichten das Raw Dessau in je drei Teile zerlegt auf Flachwagen verladen. Die E 44 047 verblieb in der Sowjetunion, wurde auf Gleichstrom umgebaut und auf den Strecken Moskau–Aleksandrow und Baku–Surachan eingesetzt. 1953 kam sie für Lehr- und Studienzwecke zur Hochschule für Ingenieure des Eisenbahntransportes in Dnjepropetrowsk und wurde 1967 verschrottet.

### Deutsche Bundesbahn

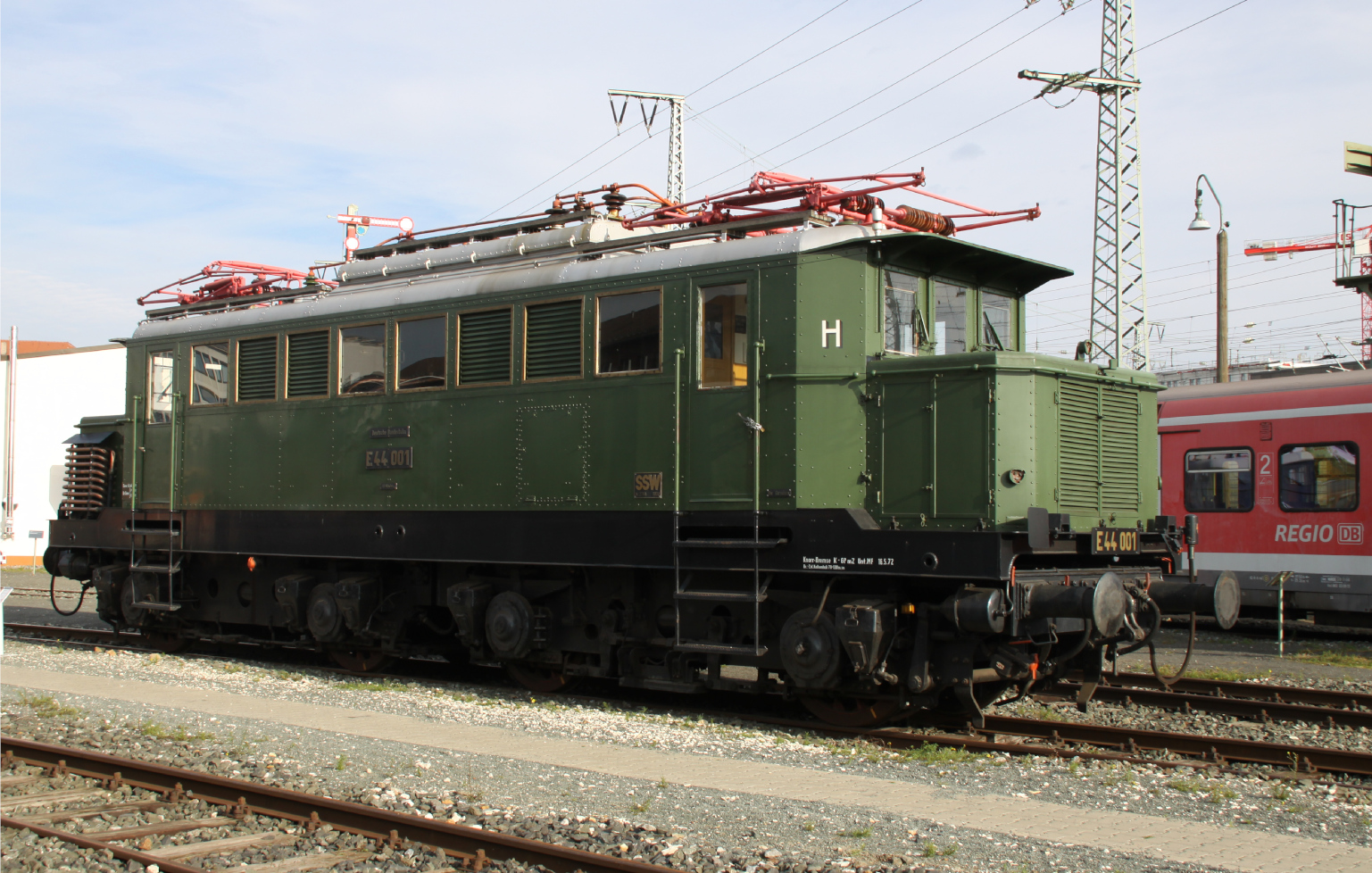
E 44 001 im Freigelände des DB-Museums Nürnberg (2016)

Die Mehrzahl der Lokomotiven kam zur Deutschen Bundesbahn. Diese ließ sogar sieben Lokomotiven nachliefern, da es im Rahmen des Besatzungsstatuts untersagt war, völlig neue Lokomotiven zu entwickeln: 1950 die E 44 181, 1951 die E 44 182 und 183 sowie 1955 die E 44 184 bis 187.
1963 und 1965 wurden die umgebauten E 244 11 und 22 als E 44 188 und 189 in Dienst gestellt. Insgesamt verfügte die DB über 125 Lokomotiven. Die DB rüstete mehrere Maschinen für den Wendezugbetrieb aus, kenntlich gemacht durch ein G hinter der Betriebsnummer. Die E 44 mit elektrischer Bremse wurden durch ein W kenntlich gemacht. Diese Lokomotiven wurden u. a. auf der Höllentalbahn im Schwarzwald eingesetzt. Ab 1968 wurden die E 44 mit der Einführung der EDV-Nummern bei der DB in die Baureihe 144 umbezeichnet. Die Lokomotiven mit elektrischer Bremse wurden in die Baureihe 145 eingeordnet.
Die 144er der DB waren in Aschaffenburg, Augsburg, Freiburg, Freilassing, Garmisch-Partenkirchen, München Hbf, München Ost, Nürnberg Hbf, Rosenheim, Stuttgart, Bamberg, Tübingen, Pressig-Rothenkirchen und Würzburg stationiert. Zwei Maschinen, die 144 021 und 071, erhielten noch die neue DB-Lackierungsvariante in Ozeanblau-Beige. Am 24. September 1983 verrichteten die 144 ihren letzten Plandienst und wurden 1984 im Bw Würzburg ausgemustert.

### Deutsche Reichsbahn (nach 1947)

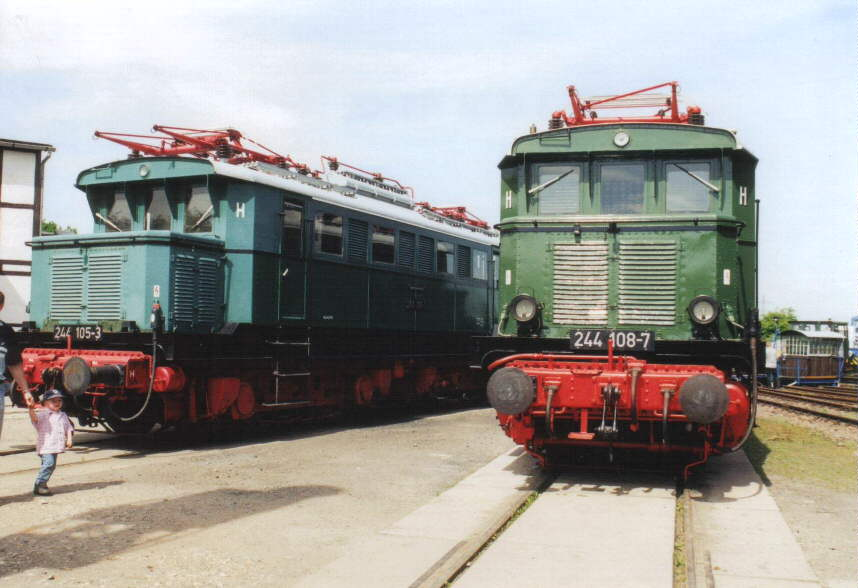
244 105 und 108 in Weimar

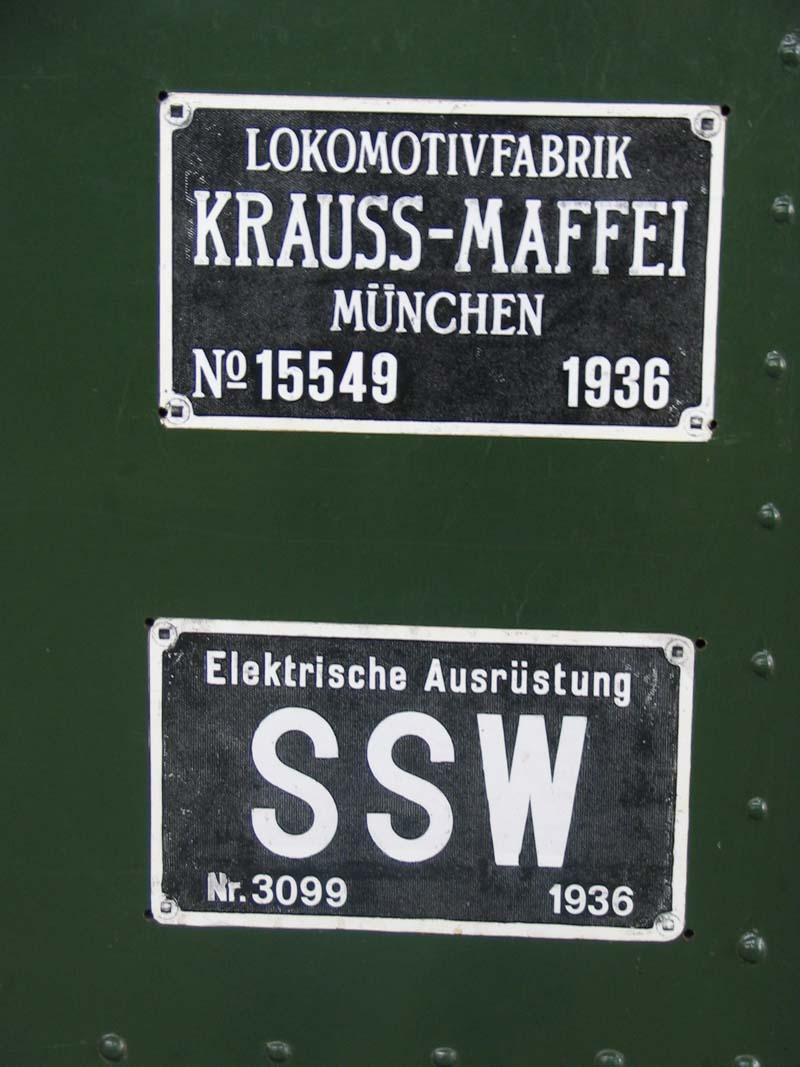
Herstellerschild der E 44 046

Nach der Aufarbeitung stellte die Deutsche Reichsbahn (DR) die Lokomotiven bis 1960 wieder in Dienst, wo sie ab 1955 vorrangig in Leipzig und Halle stationiert waren, aber auch vom Bw Magdeburg-Buckau aus eingesetzt wurden und in den 1980ern bis nach Rostock, Schwerin und Wismar kamen. Die Aufarbeitung war kompliziert, weil mit den Maschinen fast der gesamte Zeichnungssatz hatte abgegeben werden müssen, dieser jedoch nicht mit zurückgegeben worden war. Die tiefgreifenden Veränderungen an den Drehgestellen mussten rückgängig gemacht werden, dafür waren neue Querträger und Radsterne einzubauen.
Zur Schonung des Oberbaus begrenzte die DR abhängig von Laufleistung und Verschleißzustand die zulässige Geschwindigkeit zeitweise auf 75 km/h. Mitte der 1960er Jahre erhielten alle Lokomotiven einen roten Anstrich der Drehgestelle unterhalb des grünen Lokkastens, also Drehgestellrahmen, Fahrmotoren, Radsätze und Bremsausrüstung. Dieser sollte das Erkennen von Rissen erleichtern, was aufgrund der durch die wenig schonende Umspurung verursachten Schäden nicht unwichtig war. Benötigte Bauteile, für die keine Ersatzteile erhältlich waren, wurden durch solche aus eigener Produktion ersetzt, so erhielten die Lokomotiven Hauptschalter DAT 1 und Stromabnehmer RBS 58.
Ab 1970 wurden die Lokomotiven mit der Umstellung auf die EDV-Nummern als Baureihe 244 geführt (nicht zu verwechseln mit den 1935 in Dienst gestellten Lokomotiven für den 50 Hertz-Versuchsbetrieb auf der Höllentalbahn) und waren bis Sommer 1991 im Einsatz.
Zu Anfang wurden die E 44 vor allen Zügen eingesetzt; durch die Auslieferung von besser für höhere Geschwindigkeiten geeigneten Neubaumaschinen wanderten sie erst aus dem Schnellzug-, in den 1980er Jahren auch aus dem Personenzugdienst zum Güterverkehr ab. Zur Einsparung von Dieselkraftstoff setzte man einige 244 zuletzt auch im Rangierdienst ein, obwohl sich Lokomotiven mit Mittelführerstand dafür besser eignen. Am Jahresende 1986 besaß die Deutsche Reichsbahn noch 23 Lokomotiven, am 1. Januar 1991 noch zehn Exemplare. Diese wurden mit der Verfügung vom 31. Dezember 1991 bis auf die Traditionslokomotiven ausgemustert. So blieb zum Beispiel die E 44 044 (beim Wiederaufbau nach der Rückkehr aus der UdSSR wurden die Betriebsnummern der E 44 044 und 063 vertauscht, so dass die E 44 044 eigentlich die E 44 063 ist) als Werklok des Raw Dessau betriebsfähig erhalten. Einige Lokomotiven waren nach 1991 noch als Heizlokomotive im Einsatz, die so im Bw Wismar stationierte 244 104 wurde zum 1. Januar 1992 sogar noch in 144 103 umgenummert.

## Lokomotivdaten

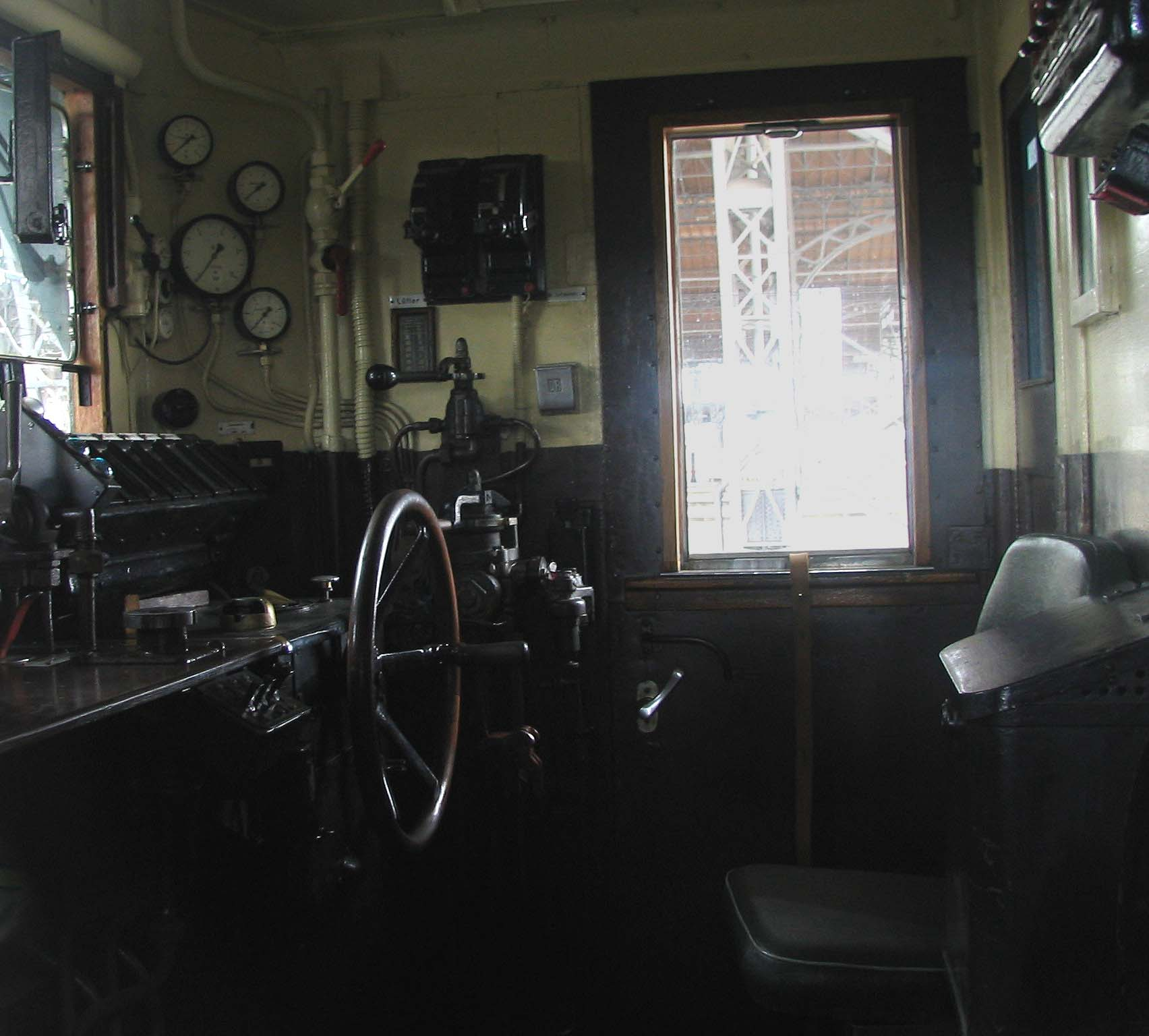
Führerstand der E 44 046.

Die Lokomotiven waren 15 290 mm lang und wogen 78,0 t. Der Antrieb erfolgte über vier Tatzlagermotoren. Die Maschinen besaßen 15 Dauerfahrstufen. Die Dauerleistung betrug bei 86 km/h 1860 kW.

## Varianten

### Baureihe E 44 B, DB-Baureihe 144
Nach Ende des Zweiten Weltkriegs waren Triebwagen der Baureihe ET 65 für den Stuttgarter Vorortverkehr knapp, weshalb sich die DB 1950 entschied, vier Lokomotiven der Baureihe E 44 für den Wendezugbetrieb auszurüsten. Dazu wurden die Lokomotiven E 44 010–012 und 181 mit einer indirekten Wendezugsteuerung und einer Hauptluftbehälterleitung ausgestattet. Hierbei wurde die Antriebskraft durch einen auf der Lokomotive verbliebenen Maschinenbediener geregelt, welcher Befehle von einem an der Spitze des Zuges laufenden Wendezugbefehlswagen erhielt. Die Zugbremse wurde hingegen durch den Lokführer an der Spitze des Zuges betätigt, wofür die durchgehende Hauptluftbehälterleitung notwendig war. Diese Lokomotiven wurden, aufgrund der Ausrüstung mit einem Befehlsgerät, mit dem Buchstaben B gekennzeichnet.
Zwischen 1951 und 1954 wurden weitere Lokomotiven (E 44 022, 009, 019, 071, 075 und 078) mit einer indirekten Wendezugsteuerung ausgestattet und auch im Wendezugbetrieb rund um München eingesetzt. Der Einsatz diese Lokomotiven endete wieder Mitte bis Ende der 1950er Jahre.

### Baureihe E 44 G, DB-Baureihe 144
Kurze Zeit nach dem Ende des Zweiten Weltkriegs war es nötig, weitgehend zerstörte Lokomotiven wiederherzustellen. Ab 1952 begann die DB mit 3 speziell umgerüsteten E 44 (039, 087 und 147) den Probebetrieb der direkten Wendezugsteuerung von Steuerwagen aus – Bauartkennzeichen G wie Geführt. Als Steuerwagen wurden 3 ES 85 zu ESG 01-03 jeweils mit Systemen der Hersteller SSW, BBC und AEG umgebaut. Die Versuche endeten bereits 1954 und die Steuerungen wurden anschließend wieder aus den Lokomotiven ersatzlos ausgebaut. Im Anschluss an die Versuche erhielten ab 1954 insgesamt neun E 44 (086, 089, 090, 094, 096 sowie 184 - 187) die sog. Einheits-Wendezugsteuerung. Ähnliche Baugruppen kamen ab 1956 in den Lokomotiven der Reihe E 41 zur Anwendung. Eingesetzt wurden diese im elektrischen Netz des Münchner Vorortverkehrs, später auf den Strecken südlich der Münchner S-Bahn wie auch auf der elektrifizierten Zweigstrecke von Traunstein nach Ruhpolding. Der Planeinsatz endete erst ein Jahr vor dem generellen Ende der zuletzt als 144 bezeichneten Maschinen.

### Baureihe E 44W, DB-Baureihe 145
Die mit einer elektrischen Widerstandsbremse ausgestatteten E 44 trugen bis 1962 ein W hinter der Betriebsnummer, von 1962 bis 1968 wurde eine 1 vor die Ordnungsnummer gesetzt. So wurde aus der E 44 152W die E 44 1152. Ursprünglich sollten alle E 44 ab der Ordnungsnummer 152 mit der elektrischen Bremse ausgestattet werden, tatsächlich wurde sie nur bei einem Teil der letzten Bauserie eingebaut.
Ab 1968 erhielten die verbliebenen 16 Maschinen mit dieser Bremse bei der Deutschen Bundesbahn die EDV-Baureihenbezeichnung 145.
Die E 44 178 war als einzige dieser Lokomotiven bei der Deutschen Reichsbahn verblieben.
Die Deutsche Bahn AG verwendete ab 1997 die Stammnummer 145 wieder für eine neue Lokomotivbauart, siehe DB-Baureihe 145.

### Baureihe E 44.5, DB Baureihe 144.5

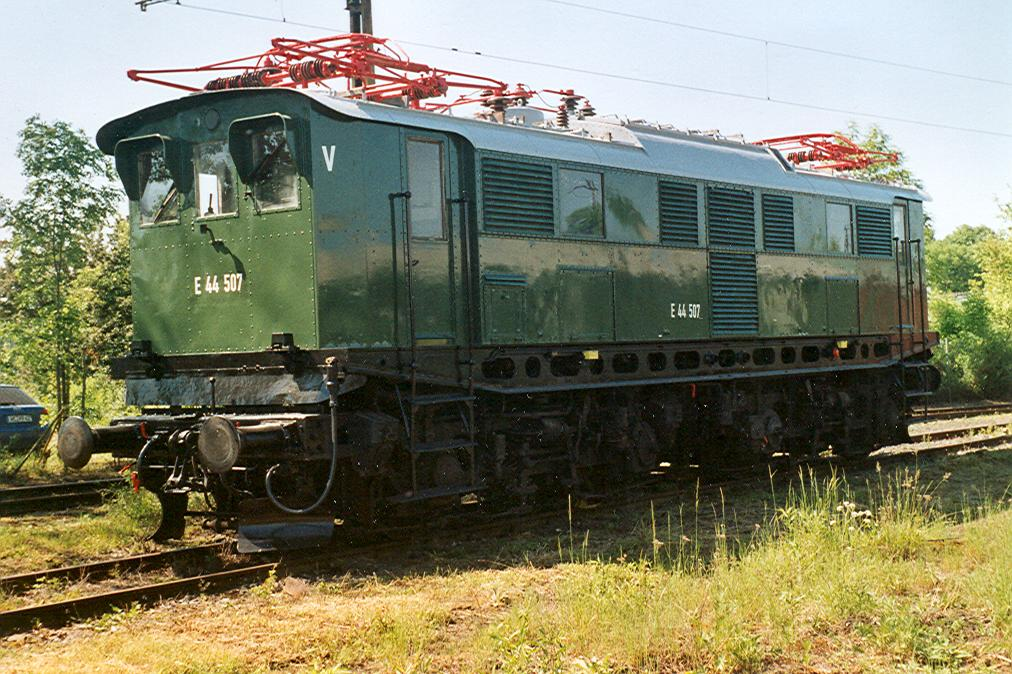
E 44 507 ausgestellt in Weimar

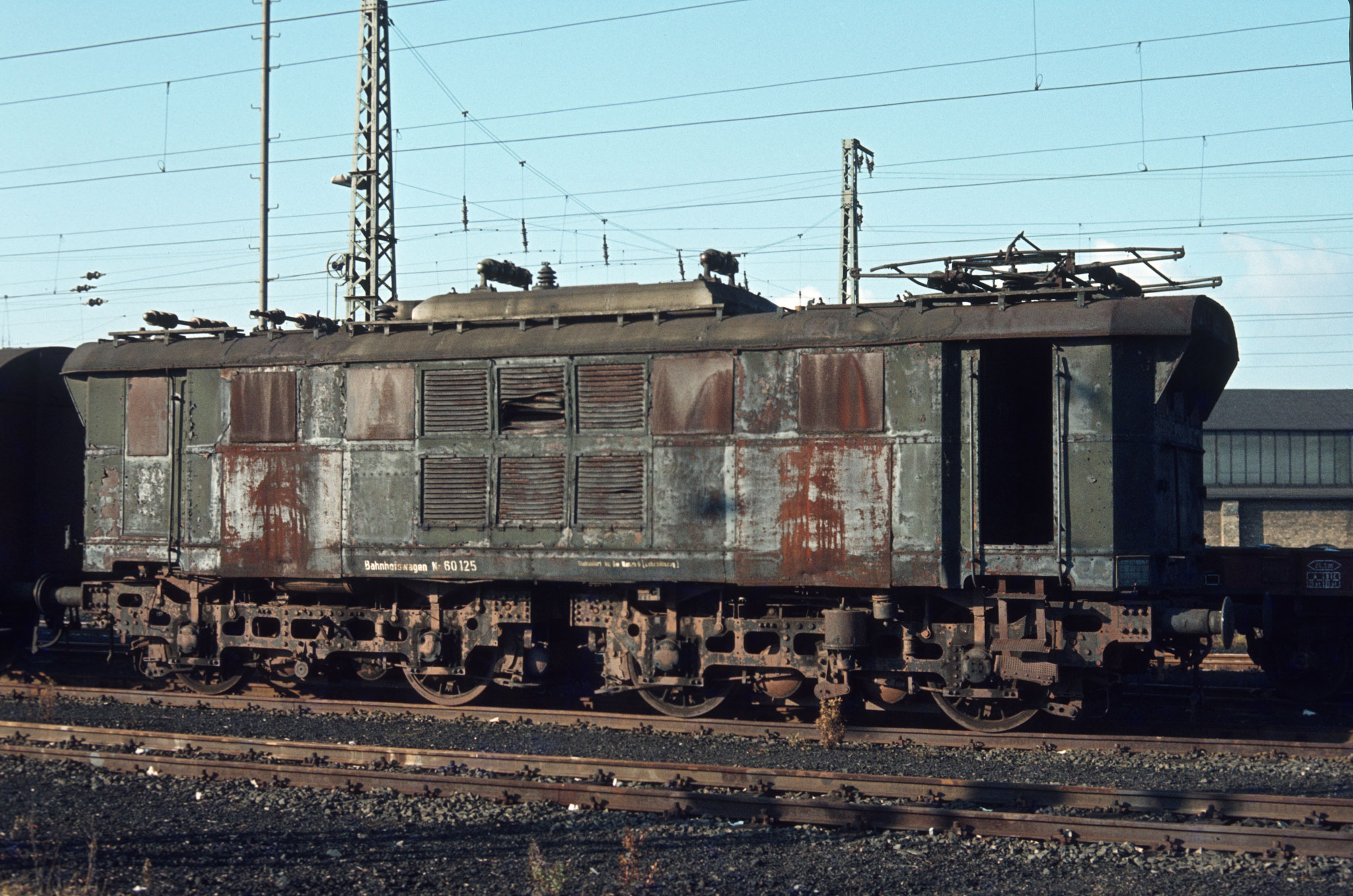
Vorserienlok E 44 501 im Bw Hamm (November 1979)

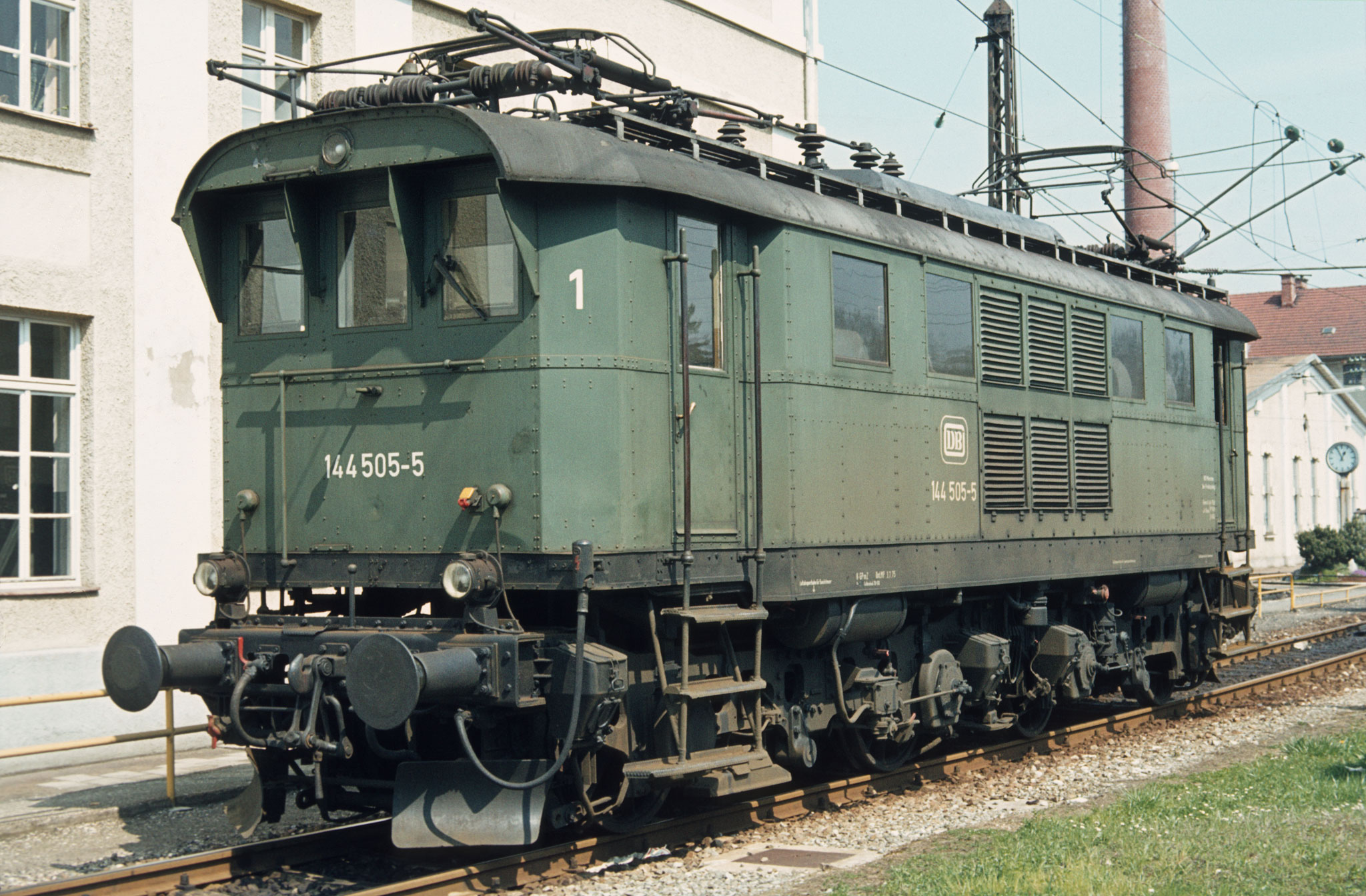
144 505 im Heimat-Bw Freilassing (21. April 1979)

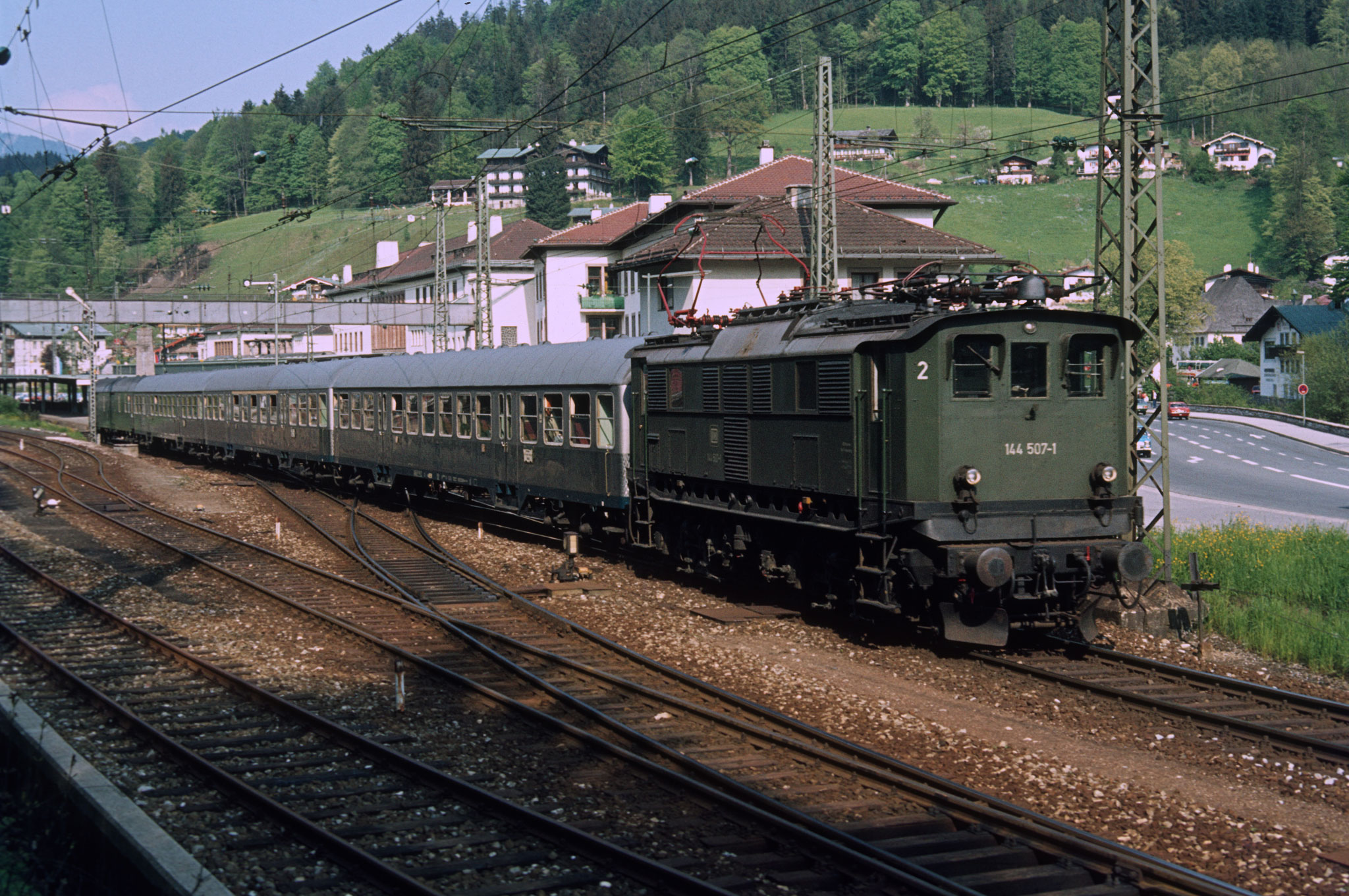
144 507 verlässt mit N 5520 Berchtesgaden (August 1980)

Für die steigungsreiche Bahnstrecke Bad Reichenhall–Berchtesgaden stellte die DR aufgrund der guten Erfahrungen mit der 1931 gelieferten Baumusterlok E 44 101 in den Jahren 1933 und 1934 je vier Lokomotiven der Baureihe E 44.5 in Dienst. Als Nummerierung für die acht Serienlokomotiven wurde damals zuerst E 44 102–109 verwendet. 1938 wurden alle neun Lokomotiven in E 44 501–509 umgezeichnet.
- Baumusterlok E 44 501, 1600 kW
- erste Serie: E 44 502–505, 1600 kW
- zweite Serie: E 44 506–509, 2200 kW

Wie auch die E 44 hatten alle E 44.5 Tatzlagerantrieb.
Die Lokomotiven unterscheiden sich u. a. durch fehlende Vorbauten und andere Drehgestelle von den herkömmlichen E 44. Übernommen wurden bei den beiden Serien der E 44.5 elektrische Baugruppen.
Die E 44 502–505 konnten von den E 44 506–509 durch eine andere Form des Brückenrahmens unterschieden werden. Bei den E 44 502–505 war dieser gerade und nach außen geschlossen, bei den E 44 506–509 war er trapezförmig und hatte Aussparungen an den Seiten.
Die Vorserienlok E 44 501 wurde wegen zahlreicher Abweichungen bereits 1959 ausgemustert und bis 1979 als Wiederaufgleisungs-Demonstrationsobjekt eines Lehr-Hilfszuges fernab ihrer einstigen Stammstrecke genutzt.
Die durch unzählige Aufgleisungsübungen völlig ramponierte Lokomotive befand sich im November 1979 im Bahnbetriebswerk Hamm als Bahnhofswagen 60125 und wurde Anfang der 1980er Jahre verschrottet. Während der Lokkasten bereits der ersten Bauserie (E 44 502–505) glich, hatten die Drehgestelle einen kürzeren Achsstand.
1968 wurden die E 44.5 in 144 502–509 umgezeichnet. Die 144.5 beförderten bis zur Ausmusterung 1983 auch hochwertige Reisezüge und standen auch für Schneeräumdienste zur Verfügung. Die 144.5 waren fast stets im Bahnbetriebswerk Freilassing beheimatet.
Erhalten ist die E 44 502 als Exponat im Museum Lokwelt Freilassing.
Die E 44 507, das letzte betriebsfähige Exemplar der zweiten Bauserie, gehört dem Verkehrsmuseum Nürnberg. Diese Lokomotive befindet sich als Leihgabe an den TEV Thüringer Eisenbahnverein e. V. im ehemaligen Bw Weimar.
Die E 44 508 gehört ebenfalls dem Verkehrsmuseum Nürnberg und befindet sich seit dem 22. Juni 2008 ebenfalls in der Lokwelt Freilassing.

### Baureihe E 244
Die Deutsche-Reichsbahn-Gesellschaft elektrifizierte 1936 die Höllentalbahn im Schwarzwald zu Versuchszwecken mit 20 kV und 50 Hertz. Sie stellte 1936 vier auf Basis der E 44 entwickelte, für dieses Stromsystem konzipierte Lokomotiven mit unterschiedlichen Ausrüstungen in Dienst (E 244 01, 11, 21 und 31). Sie erhielten die Stammnummer E 244 und waren für eine Höchstgeschwindigkeit von 85 km/h in der Ebene und 60 km/h auf der Steilstrecke bei Bergfahrt und 40 km/h bei Talfahrt ausgelegt. Die mit der Entwicklung beauftragten Unternehmen hatten bei der Ausführung viele Freiheiten.
- Die E 244 01 von AEG besaß als erste Lokomotive der Welt einen gittergesteuerten Quecksilberdampfgleichrichter. Damit wurde eine Phasenanschnittsteuerung dargestellt. Ihre Fahrmotoren wurden über diesen Gleichrichter und eine Glättungsdrossel mit Gleichstrom gespeist. Der Gleichrichter war in einer Mittelpunktsschaltung an den Transformator angeschlossen, wobei für jede Polarität je zwei Anoden vorhanden waren. Je eine Anode war an die volle Trafospannung und eine Anzapfung mit geringerer Spannung angeschlossen. Zudem konnten die Fahrmotoren in Parallelschaltung und Reihenparallelschaltung betrieben werden. Sie war im mechanischen Teil von der Baureihe E 445 (zweite Serie E 44 506–509 mit durchbrochenen Langträgern) abgeleitet worden und hatte im Gegensatz zu den übrigen Lokomotiven der Baureihe E 244 keine Frontvorbauten.
- Die E 244 11 von Brown, Boveri & Cie., im Fahrzeugteil von Krauss-Maffei, besaß einen ungesteuerten Quecksilberdampfgleichrichter. Sie wurde über ein Schaltwerk an der Hochspannungsseite des Transformators gesteuert. Die Fahrmotoren dieser Lok wurden mit dem von diesem Gleichrichter erzeugten pulsierenden Gleichstrom gespeist.
- Die E 244 21 von SSW, im Fahrzeugteil ebenfalls von Krauss-Maffei, besaß einen Antrieb mittels zweier Kommutatormotoren je Achse, die über den Transformator mit Sekundärschaltwerk direkt mit dem 50-Hertz-Wechselstrom versorgt wurden. Diese Motoren zeichneten sich durch eine sehr aufwändige Konstruktion des Kommutators aus. 1946 bis März 1948 diente die E 244 21 als Versuchsträger auf der französischen Bahnstrecke Aix-les-Bains–Annemasse, im Oktober 1951 kam kurzzeitig auch die E 244 22 dort zum Einsatz.[6]
- Die E 244 31 von Krupp besaß als Antriebsmotoren eine spezielle Form von Einphasen-Asynchronmotoren, damals als Wechselstrom-Phasenspaltermotoren bezeichnet. Diese Motoren zeigten sich im Betrieb sehr störanfällig.[7] Dennoch war die innovative Technik der Lokomotive für die spätere Entwicklung der Asynchronmotoren wegweisend.
- Die E 244 22 wurde nach dem Zweiten Weltkrieg im Bw Basel aus der kriegsbeschädigten E 44 005 nach dem Prinzip der E 244 21 gebaut. Dabei kam ein von AEG neu entwickelter Doppelmotor zur Anwendung, bei dem zwei in Reihe geschaltete Kommutatormotoren auf einer Welle saßen und in einem Gehäuse untergebracht waren.[8] Die Lokomotive war im November 1950 fertiggestellt. Auch diese Lokomotive wurde kurzzeitig in Frankreich erprobt.

Alle E 244 versorgten die Zugheizung mit den in Deutschland seinerzeit üblichen 1000 und 800 Volt mit einer der Fahrdrahtspannung entsprechenden Frequenz von 50 Hertz. Als Bremsausrüstung verfügten alle fünf Lokomotiven über eine selbsttätige Bremse der Bauart Kikpt, eine nichtselbsttätige direkt wirkende Druckluftbremse der Bauart Henry, die für die Lok abgeschaltet werden konnte, wenn elektrisch gebremst wurde, eine Zusatzbremse und eine elektrische Bremse.
1960 wurde die Stromversorgung der Höllentalbahn auf die üblichen 15 kV mit 16⅔ Hertz umgeschaltet.
- Die E 244 01 wurde verschrottet.
- Die E 244 21 wurde in die Zweifrequenzlokomotive E 344 01, später 183 001 für 15 und 25 kV umgebaut und verkehrte auch auf Strecken der SNCF.
- Die E 244 11 und 22 wurden in normale E 44 umgebaut (E 44 188 und 189). Sie fielen äußerlich durch nur je zwei gummigefasste Frontfenster und seitliche Düsengitter auf.
- Die E 244 31 kam 1962 ins Deutsche Museum, ab 1969 gehörte sie der Universität Karlsruhe. 2003 kam sie leihweise zur Historischen Eisenbahn Mannheim.[9]

## Verbleib

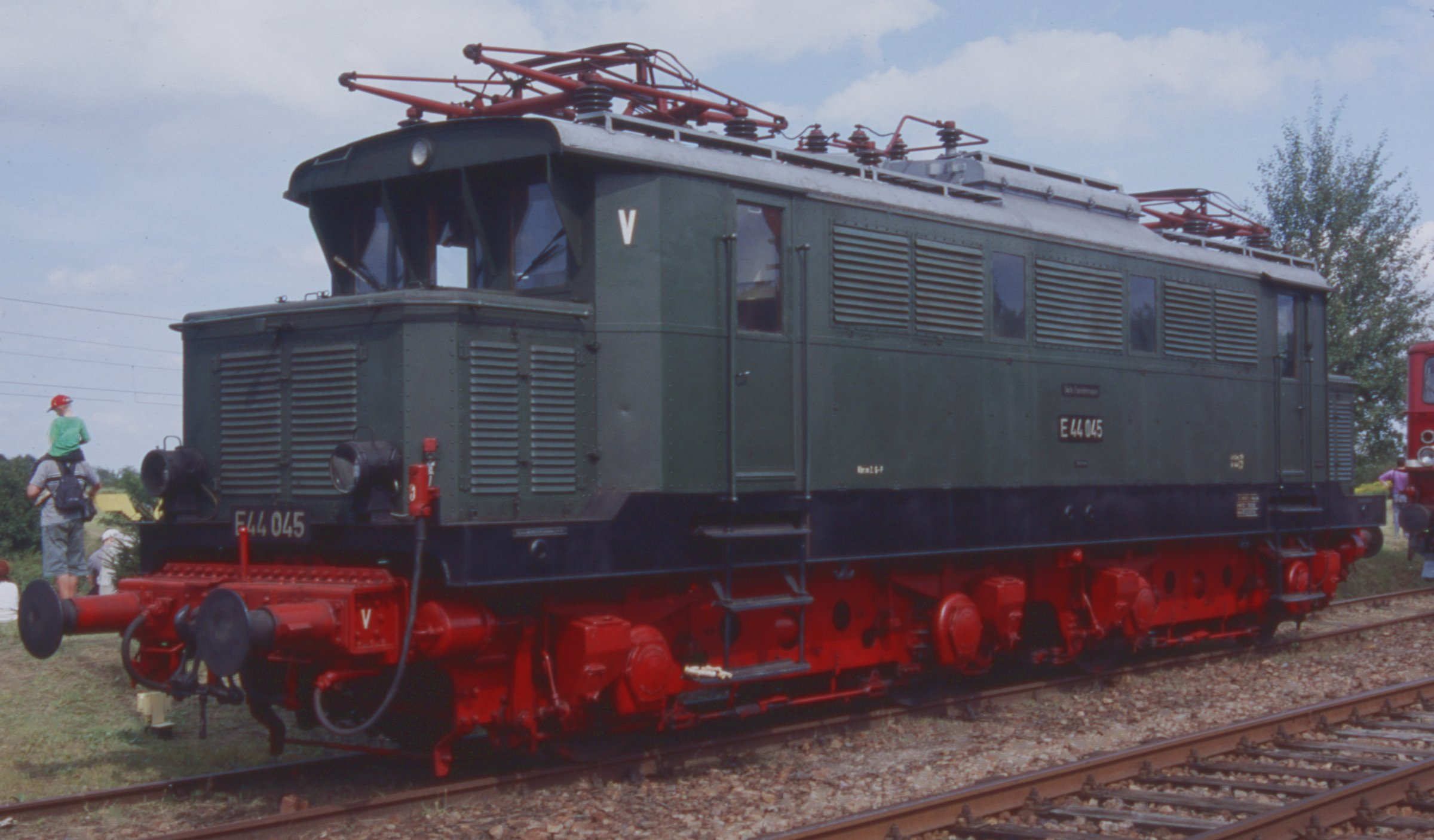
Museumslok E 44 045 im Sächsischen Eisenbahnmuseum

Von den 187 gebauten Exemplaren wurden einige E 44 museal erhalten.
- Die Vorserienlok E 44 001 und die AEG-Lok 508 befinden sich im Besitz des Verkehrsmuseums Nürnberg. Nach dem Bau eines Behelfsgleises wurde die E 44 508 am 21. Juni 2008 auf dem Schienenweg in die Lokwelt Freilassing überführt.
- Die E 44 002 befindet sich im DB Museum Koblenz.
- Die E 244 31 ist heute in der Obhut der Historischen Eisenbahn Mannheim e. V.
- Das Sächsische Eisenbahnmuseum Chemnitz-Hilbersdorf beheimatet die E 44 045.
- Die E 44 046 ist auf dem Museumsgleis des Leipziger Hauptbahnhofs zu sehen.
- In Freilassing steht auch die Lokomotive 244 051.
- Die E 44 059 stand zusammen mit der 1180 seit 2002 im alten Bw Worms, das am 8. November 2019 ausbrannte[10]. Beide dienten als Ersatzteilspender (E 44 059 → E 44 119 ; E 44 1180 → E 44  1170) und sind nicht mehr vollständig erhalten.
- Die E 44 084 ist in der SVG Eisenbahn-Erlebniswelt Horb am Neckar ausgestellt (Leihgabe DB Museum) und hat eine Neulackierung in Ursprungsfarben erhalten.
- Die E 44 108 befindet sich im DB Museum Halle (Saale).
- Die E 44 119, im Besitz des im Besitz des Verkehrsmuseums Nürnberg, befindet sich als Leihgabe im Bahnbetriebswerk Lichtenfels, wo sie von der BSW-Freizeitgruppe E44 119 betreut wird.[11][12]
- Ebenso steht die E 44 131 im letzten Betriebszustand als 244 131 im Deutschen Technikmuseum Berlin.
- Die 244 137 stand bis 2013 mit abgebauten Stromabnehmern und im schlechten Zustand in der aufgelassenen Lokremise in Franzensfeste (Italien). 2014 wurde sie ins Süddeutsche Eisenbahnmuseum Heilbronn überführt.[13] Seit 2021: Leipziger Dampf KulTour BW Leipzig Süd (Ostwerkstatt).
- Die E 44 143 (244 143-4) wird seit dem 18. September 2015 in Wittenberge ausgestellt.[14]
- Die E 44 148 steht im privaten Dampflok-Museum Hermeskeil.[15]
- Die E 44 150 befindet sich im Eisenbahnmuseum Neustadt Weinstraße.
- Vor ihrem Ausscheiden im August 1983 wurde die E 44 1170 (ehem. E44 170W) von Freiburg, Rosenheim und Würzburg aus eingesetzt. 1984 wurde sie von einer Freizeitgruppe der Stiftung Bahn-Sozialwerk in Freiburg im Breisgau für das Freiburger Bahnjubiläum im folgenden Jahr als Exponat erworben und betreut. Bis zur Fälligkeit der Hauptuntersuchung 1996 wurde die Maschine anschließend einmal pro Monat für die Höllental- und Dreiseenbahn sowie für einige Sonderfahrten eingesetzt. Die Lok wurde im Freiburger Bahnbetriebswerk aufbewahrt, bis sie nach dessen Renovierung im Jahr 2000 wegen Platzmangels ins Freie gestellt wurde. Im Mai 2002 wurde sie von den Betzdorfer Eisenbahnfreunden übernommen, die sie fortan im Südwestfälischen Eisenbahnmuseum in Siegen ausstellten.[16] Seit Sommer 2010 befindet sie sich wieder in ihrer alten Heimat in der Obhut der IG 3-Seenbahn e. V.[17] Zurzeit ist die Lokomotive im Bahnpark Augsburg hinterstellt. Sie hat einen Fahrmotorschaden, ist ansonsten aber in einem guten Zustand. Im Hochschwarzwald soll sie in den nächsten Jahren betriebsfähig hergerichtet werden und eine Hauptuntersuchung erhalten.
- Die AEG-Lok E 44 502 ist in Traunstein beheimatet, wurde jedoch im Juli 2008 als 144 502 ebenfalls in Freilassing als Denkmal gesichtet.
- Außerdem sind die E 44 044, 049, 103, 137, 139 und 146 erhalten.[18]